# Порнография в Унгария
Порнографията в Унгария бележи своето начало в периода след падането на комунистическия режим в страната през 1989 година.
По времето на комунистическата диктатура в Унгария производство и разпространение на порнография е забранено, но с появата на демокрацията законите са либерализирани. Толерантната правителствена политика бързо придвижва страната на преден план на европейската порнографска индустрия. Няколко чуждестранни режисьори са привлечени от либералното законодателство, евтините производствени разходи и голямото предлагане на атрактивни женски изпълнители. Появяват се и местни производители на порнография, чиято продукция постепенно се утвърждава в Европа, а не след дълго намира пазар и в целия свят. Редица унгарски актьори и актриси добиват популярност в европейски и световен мащаб в рамките на отрасъла, като започват да се снимат във филми в други държави в Европа, както и в САЩ.

## Актриси
- Кристина Бела - носителка на Ninfa награда на Ninfa награда на Международния еротичен филмов фестивал в Барселона за най-добра звезда (2003 г.).
- Дора Вентер - Ninfa награда на Международния еротичен филмов фестивал в Барселона за най-добра поддържаща актриса (2004) и AVN награда за най-добра секс сцена в чуждестранна продукция (2007).
- Алеска Даймънд - AVN награда за чуждестранна изпълнителка на годината (2012 и 2013).
- Ийв Ейнджъл – AVN награда за чуждестранна изпълнителка на годината (2009).
- Алета Оушън – AVN награди за чуждестранна изпълнителка на годината (2010) и за най-добра секс сцена в чуждестранна продукция (2010).
- Рита Фалтояно - Venus награда за най-добра актриса в Източна Европа (2002), Награда на Международния еротичен филмов фестивал в Барселона за най-добра поддържаща актриса (2002), AVN награда за чуждестранна изпълнителка на годината (2003), Европейска X награда на Брюкселския международен фестивал на еротиката за най-добра актриса на Унгария (2004).

## Галерия
- Кристина Бела
- Дора Вентер
- Ийв Ейнджъл
- Алета Оушън
- Мадисън Паркър
- Рита Фалтояно